# Base aérienne 942 Lyon-Mont Verdun
Koordinaten: 45° 51′ 0″ N, 4° 47′ 0″ O
Die Base aérienne 942 Lyon-Mont Verdun ist ein Kommando- und Luftverteidigungszentrum der französischen Luftstreitkräfte zehn Kilometer nordwestlich von Lyon auf dem 626 Meter hohen Mont Verdun. Es handelt sich nicht um einen Flugplatz.